# Mödlareuth
Mödlareuth is een dorp van ongeveer 50 inwoners op de grens van de Duitse deelstaten Beieren en Thüringen. Al meer dan 400 jaar is het dorp bestuurlijk verdeeld en gedurende 41 jaar liep de Duits-Duitse grens door het dorp.

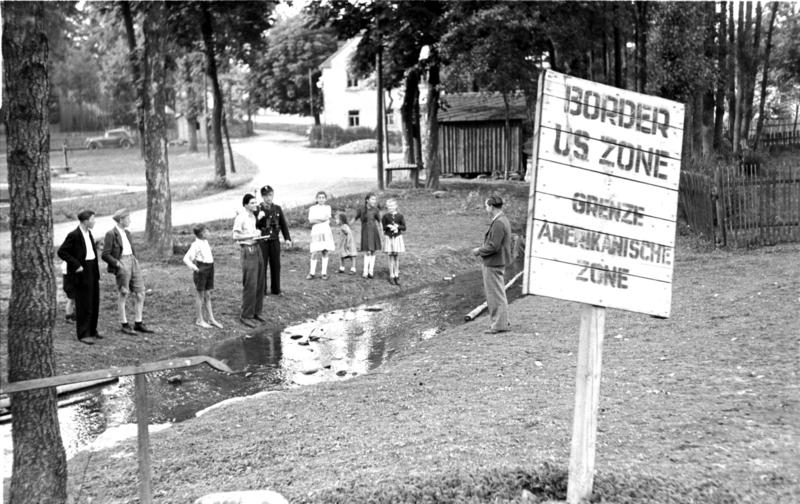
De grens in Mödlareuth in 1949
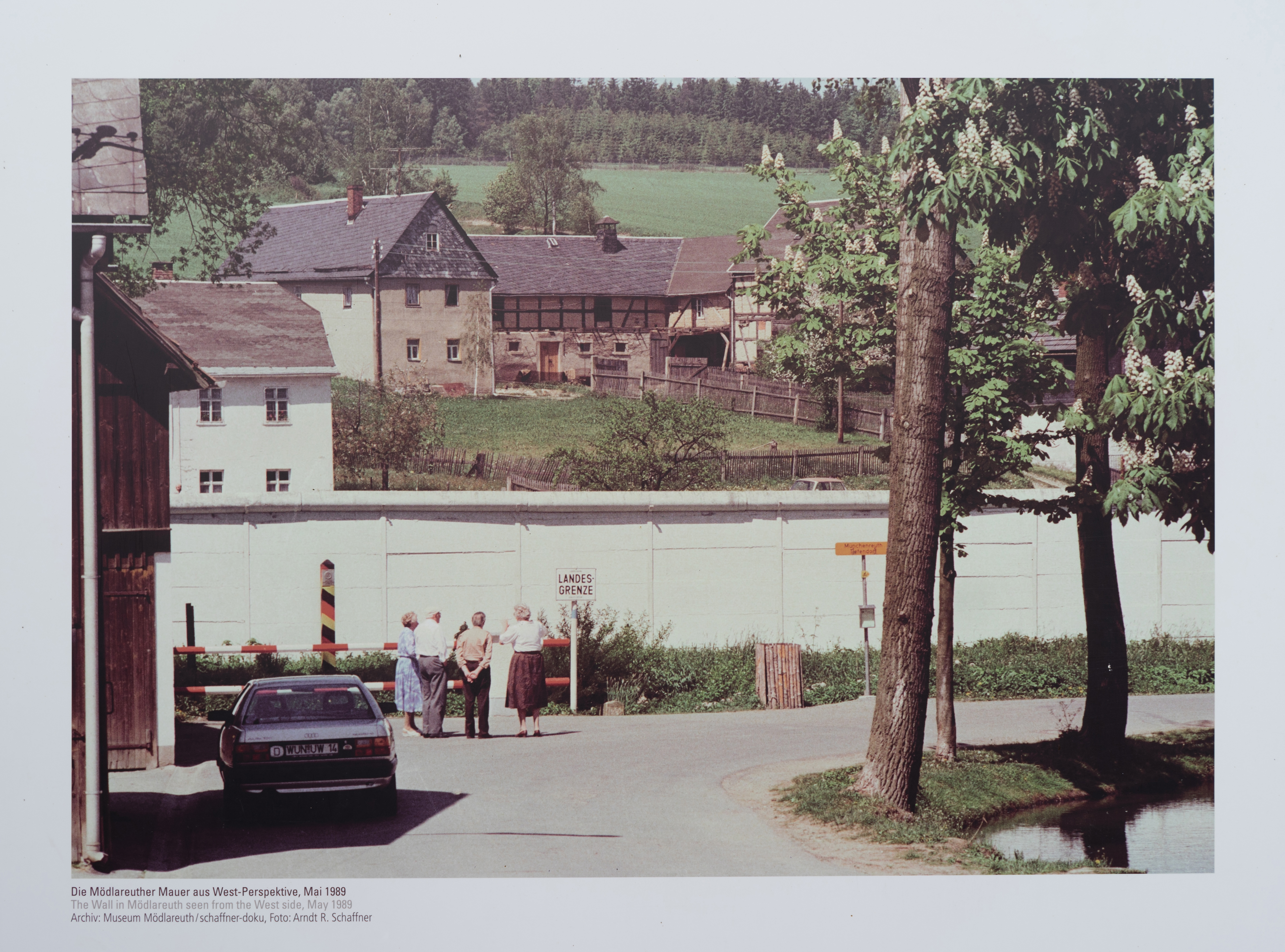
De grens voor 1989

## Geschiedenis
In de 16e eeuw werd de Tannbach, die door Mödlareuth stroomt, de grens tussen het Markgraafschap Bayreuth en het Graafschap Reuss-Schleiz. In 1810 werd dit de nieuwe grens tussen het Koninkrijk Beieren en het vorstendom Reuss-Schleiz. Voor de bevolking van Mödlareuth waren de gevolgen beperkt: in het dorp was slechts één school en één herberg, in het Thüringse deel van het dorp. Naar de kerk ging men in het Beierse Töpen.
In 1945 werd Thüringen toegewezen aan de Sovjet-bezettingszone, terwijl Beieren tot de Amerikaanse bezettingszone werd toegewezen. Met de oprichting van de Bondsrepubliek en de DDR in 1949 kwam de Duits-Duitse grens dwars door het dorp te lopen en was een Passierschein, een oversteekmachtiging, vereist om naar de andere kant van het dorp te gaan.
Vanaf 1952 begon de DDR met de aanleg van grensversperringen om de massale vlucht van Oost-Duitsers naar de Bondsrepubliek te bemoeilijken. Inwoners van het Oost-Duitse deel van het dorp die door het bewind als onbetrouwbaar werden gezien moesten verhuizen. De grensversperringen werden in 1966 vervangen door een betonnen muur. Aan de westkant werd deze, net als de Berlijnse Muur, een toeristische attractie.
Na de opheffing van het reisverbod voor Oost-Duitsers op 9 november 1989 werd een maand later in Mödlareuth een grensovergang voor voetgangers gemaakt. Op 17 juni 1990 werd de muur van Mödlareuth afgebroken. Een klein deel is blijven staan en maakt deel uit van het Deutsch-Deutsche Museum Mödlareuth.

## Mödlareuth tegenwoordig
Het Thüringse deel van het dorp hoort tegenwoordig bij de stad Gefell, het Beierse deel bij de gemeente Töpen. De ruim 40-jarige deling heeft invloed gehad op het dorp: de kinderen gaan naar verschillende scholen en ook het dialect is verschillend geworden. Aan de Thüringse kant van de grens groet men elkaar met Guten Tag terwijl men in het Beierse deel groet met Grüß Gott.